# Grupa Wielkiej Raczy

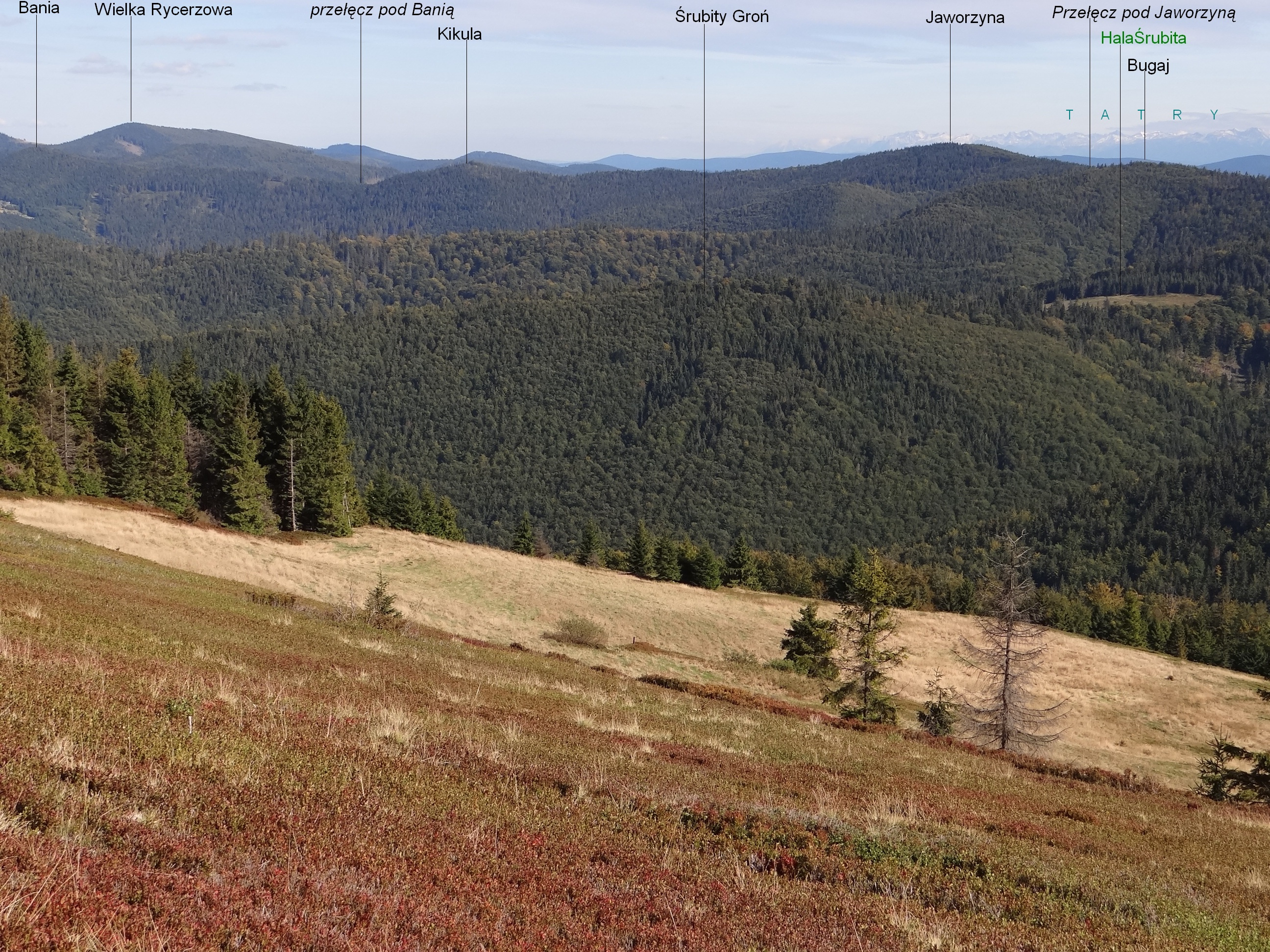
Wyrównane wierzchowiny grzbietowe widziane z Hali na Małej Raczy

Grupa Wielkiej Raczy lub Pasmo Wielkiej Raczy – pasmo górskie w południowo-zachodniej części Beskidu Żywieckiego, na pograniczu polsko-słowackim, o charakterystycznym, widlastym układzie grzbietów. Najwyższymi szczytami są Wielka Racza (1236 m) i Wielka Rycerzowa (1226 m). W publikacjach turystyczno-krajoznawczych bywa określane jako tzw. Worek Raczański, a w geograficznej literaturze naukowej – jako region o nazwie Beskid Żywiecko-Kisucki.

## Topografia
Grupa obejmuje fragment głównego wododziałowego grzbietu karpackiego wraz z jego bocznymi odnogami, stanowiącego jednocześnie granicę polsko-słowacką pomiędzy przełęczami Zwardońską (675 m) i Glinką (845 m). Przełęcz Zwardońska oddziela Grupę Wielkiej Raczy od obniżenia tzw. Bramy Koniakowskiej, za którą rozpościera się Beskid Śląski, przełęcz Glinka stanowi rozgraniczenie z Grupą Pilska. Główny grzbiet Grupy Wielkiej Raczy z perspektywy lotu ptaka nakreśla kształt szerokiej litery „U” otwartej ku północy, gdzie zamykają go doliny Soły i Wody Ujsolskiej (zlewnia Wisły). Granicę południowo-wschodnią stanowią doliny Kisucy i jej dopływów – Skaliczanki i Bystrzycy, a południowo-zachodnią – doliny Białej Orawy i jej dopływu Klinianki (zlewnia Dunaju).
Z Przełęczy Zwardońskiej grzbiet główny kieruje się na południe i przez Kikulę (1087 m) dochodzi na Wielką Raczę (1236 m) i Orło (1119 m). Stąd odbija na wschód i mijając przełęcz Śrubitę (980 m) osiąga kulminacje Bani (1124 m) i Wielkiej Rycerzowej (1226 m). Następnie, dalej na wschód, schodzi na siodło Przysłopu (940 m) i przebiega garbem Beskidu Bednarów (1093 m), wznosząc się na niższy wierzchołek Oszusa (1147 m). Tu skręca na północ i przez kilka niewyraźnych wzniesień, m.in. Solisko (1031 m), obniża się stopniowo ku przełęczy Glinka. Od głównego grzbietu odchodzą rozległe ramiona boczne m.in. Oźnej (952 m), Bendoszki Wielkiej (1141 m) i Muńcuła (1165 m), co tworzy z Grupy Wielkiej Raczy jako całości charakterystyczny, widlasty układ grzbietów. Odcinek grzbietu głównego od Przysłopu po Glinkę bywa niekiedy wyróżniany jako odrębna Grupa Oszusa.

## Opis pasma
Wierzchowiny mają tu stosunkowo wyrównany przebieg, choć stoki bywają strome. Obszar jest w większości pokryty lasami, przy czym naturalne siedliska bukowo-jodłowe z domieszką świerka zostały silnie zaburzone przez działalność człowieka i obecnie przeważają drzewostany świerkowe, umożliwiające szybszy pozysk drewna. Fragmenty naturalnych lasów zachowały się w kilku rezerwatach (m.in. Śrubita, Dziobaki, Muńcoł). Z wielkoobszarowych form ochrony przyrody funkcjonuje polski Żywiecki Park Krajobrazowy i jego słowackie odpowiedniki – Obszar Chronionego Krajobrazu „Kysuce” i Obszar Chronionego Krajobrazu „Horná Orava”. Sieć szlaków turystycznych jest dobrze rozbudowana, występują liczne schroniska (m.in. na Wielkiej Raczy, Przegibku, Hali Rycerzowej). Ważniejsze okoliczne miejscowości to: Rajcza, Ujsoły, Zwardoń, Czadca, Krasno nad Kisucą, Orawska Leśna.